# Boja ratunkowa

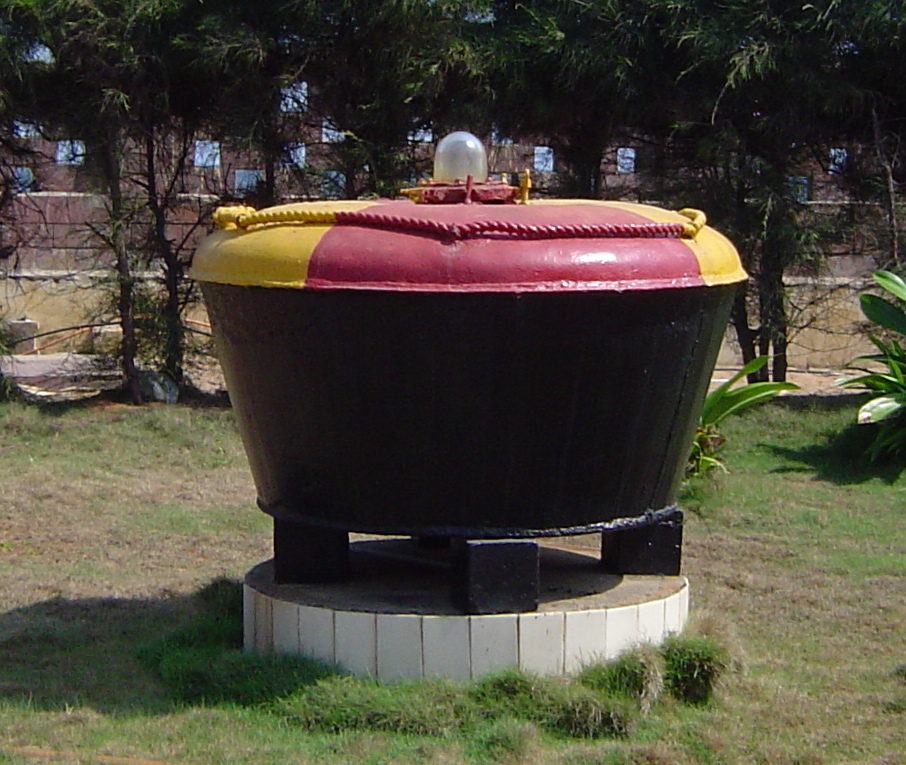
Boja ratunkowa indyjskiego okrętu podwodnego z lat 60 XX wieku, znajdująca się w muzeum w Visakhapatham

Boja ratunkowa – boja umieszczona w specjalnym wgłębieniu pokładu okrętu podwodnego, przymocowana do okrętu liną o długości większej niż maksymalne zanurzenie danego okrętu. Boja ratunkowa jest pomalowana w kontrastujące pasy, jaskrawymi kolorami wyposażona w silne światło błyskowe oraz anteny HF i UKF. W przypadku, gdy okręt nie może się wynurzyć z powodu awarii, boja jest zwalniana, wypływa na powierzchni wody i oznacza pozycję zagrożonego okrętu. Dodatkowo, dzięki zainstalowanym antenom, połączonym z radiem na pokładzie lub z automatycznym nadajnikiem zainstalowanym na boi, umożliwia wezwanie pomocy drogą radiową. Przybyłe siły ratownicze mogą się porozumiewać z załogą okrętu przez zainstalowany telefon.
Większość okrętów podwodnych wyposażona jest w dwie boje ratunkowe.